# Pinsk
Pinsk (belorusko Пінск) je mesto v južni Belorusiji. Je upravno središče Pinskega rajona, čeprav upravno ločeno od njega, v Brestovski oblasti.
Leži ob izlivu reke Pine (po kateri je dobilo ime) v Pripjat 180 km vzhodno od Bresta in 300 km jugozahodno od Minska. V Pinsku se križajo avtoceste proti Ivacevičem, Stolinu, Ivanavu in Lunincu, poleg tega ima mesto železniško postajo na progi Brest–Luninec in rečno pristanišče.
V virih se prvič omenja leta 1097. Bil je prestolnica srednjeveške Pinske kneževine, pozneje priključene Veliki litovski kneževini, še danes pa velja za glavno mesto beloruskega Polesja. Z okoli 125 000 prebivalci je deseto največje mesto v Belorusiji in tretje največje v Brestovski oblasti.